# Буруенешти (Бузау)
Буруенешти (рум. Burueneşti) насеље је у Румунији у округу Бузау. Oпштина се налази на надморској висини од 340 m.

## Становништво
Према подацима из 2011. године у насељу је живело 8101 становника.